# 欧罗兰迪亚
欧罗兰迪亚是巴西巴伊亚州的一个市镇。总面积1276.011平方公里，总人口15759人，人口密度12.4人/平方公里。